# Ланг, Лайош
 Лайош (Людвиг) Ланг (Lang; 1849 — 1918) — венгерский экономист и политический деятель.

## Биография
Профессор политической экономии и статистики в Будапештском университете.
В 1878 году Ланг был избран в венгерскую палату депутатов. В кабинете Коломана Селля (1902) получил портфель министра торговли. Лангу принадлежит ряд работ по вопросам экономической политики и торговли, в которых он является сторонником свободной торговли: «Международная таможенная политика будущего» (на венгерском языке, 1904); «Hundert Jahre Zollpolitik» (перевод с венгерского, 1906).